# Gerhard Langemeyer

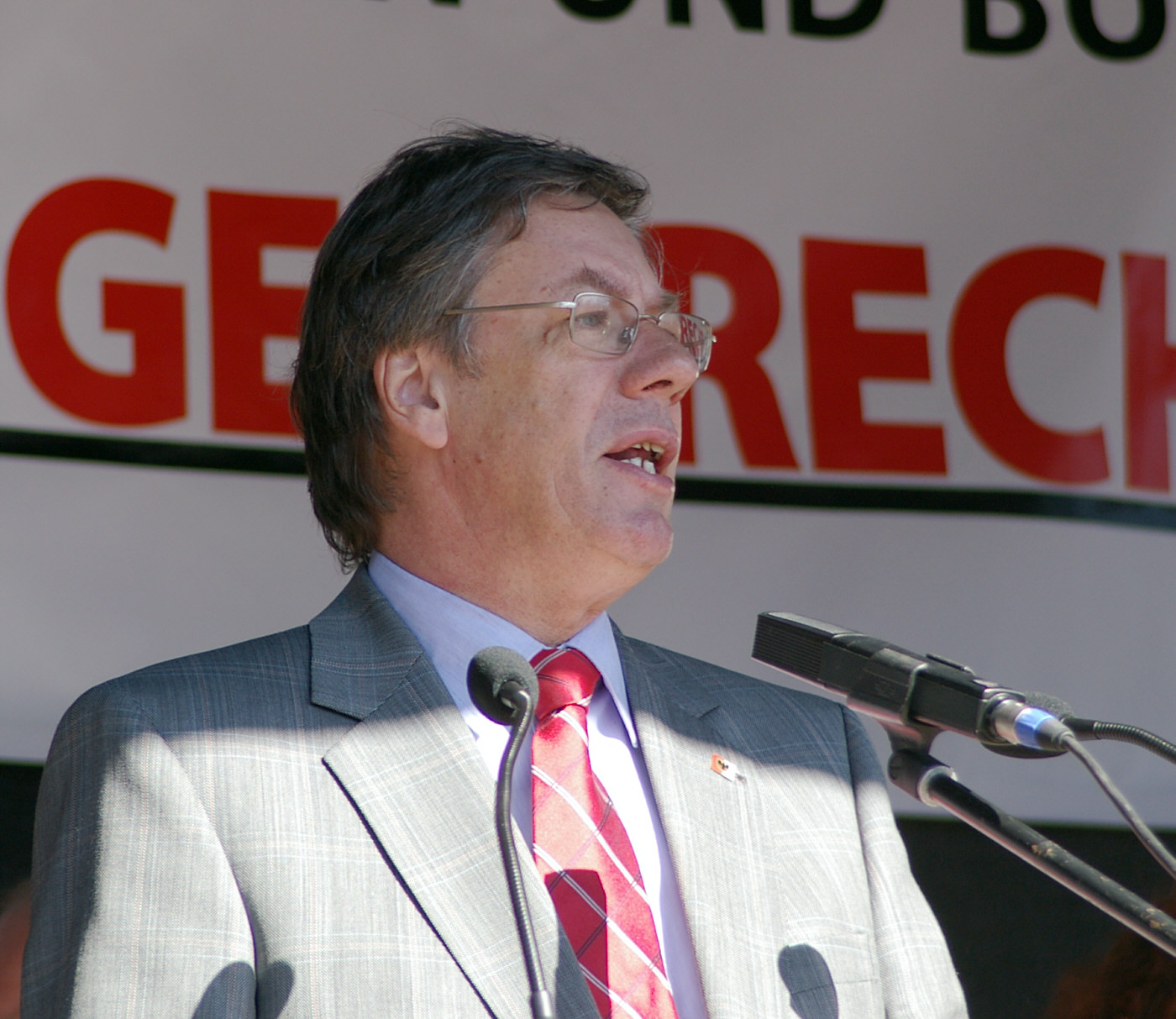
Gerhard Langemeyer bei einer DGB-Kundgebung am 1. Mai 2007

Gerhard Langemeyer (* 13. Februar 1944 in Zehdenick, Landkreis Gransee) ist ein ehemaliger deutscher Politiker (SPD). Er war vom 1. Oktober 1999 bis zum 20. Oktober 2009  Oberbürgermeister der Stadt Dortmund.

## Laufbahn

### Beruf
Langemeyer ist studierter Kunsthistoriker und Dr. phil. Er leitete das Museum für Kunst und Kulturgeschichte Dortmund. Er wurde dann Kulturdezernent, später Kämmerer und Stadtdirektor der Stadt Dortmund.

### Politik
Ende der 1990er-Jahre fiel Franz-Josef Drabig als vorgesehener Nachfolger des langjährigen Dortmunder Oberbürgermeisters Günter Samtlebe wegen diverser Affären bei der eigenen Partei durch. Daraufhin wurde Langemeyer zum Nachfolger Samtlebes auserkoren und wurde zunächst Stadtkämmerer. Bei der Kommunalwahl 1999, bei der erstmals der Oberbürgermeister direkt gewählt wurde, konnte sich Langemeyer im zweiten Wahlgang gegen den CDU-Herausforderer Volker Geers durchsetzen. Im ersten Wahlgang hatte er noch knapp hinter Geers gelegen. Zwischenzeitlich kursierten Gerüchte, dass Langemeyer unter Wolfgang Clement Minister in der Landesregierung werden sollte, aber ablehnte.
In der Kommunalwahl 2004 konnte er sich zwar auch erst in der Stichwahl, dort aber sehr deutlich, gegen seinen Herausforderer Frank Hengstenberg durchsetzen.
Seit Herbst 2007 stand Langemeyer wegen des Verschwindens von über 1 Million Euro aus der Bargeldkasse der Stadt in der Kritik. Eine Mitarbeiterin des Amtes für Angelegenheiten des OB und des Rates (Stadtamt 01) gab zu, etwa 400.000 Euro veruntreut zu haben. Infolge dieser sogenannten „Bargeldaffäre“ traten Differenzen zwischen Langemeyer und seiner eigenen Partei zutage. Am 23. September 2008 gab die Dortmunder SPD-Führung bekannt, für die 2009 anstehende Kommunalwahl den Kultur- und Sportdezernenten Jörg Stüdemann als OB-Kandidaten nominieren zu wollen. Sie appellierte an Langemeyer, auf eine Kampfkandidatur innerhalb der SPD zu verzichten. Am folgenden Tag einigten sich die Beteiligten darauf, die Parteimitglieder in einer Mitgliederbefragung über den Kandidaten entscheiden zu lassen, zu der neben Langemeyer und Stüdemann auch Stadtdirektor Ullrich Sierau antrat. Am 10. Oktober gab Langemeyer seinen Verzicht auf die Kandidatur bekannt, kündigte aber an, bis zum Ende der Wahlperiode im Amt zu bleiben.
Bei der Kommunalwahl am 30. August 2009 wurde Sierau zum Nachfolger Langemeyers im Amt des Oberbürgermeisters gewählt. Am folgenden Tag informierte Langemeyer auf einer Pressekonferenz über ein 100 Millionen Euro großes Loch im Dortmunder Haushalt und verhängte eine Haushaltssperre. CDU und FDP werfen Langemeyer Wahlbetrug vor, denn er sei bereits vor der Kommunalwahl über die Höhe des Haushaltslochs informiert gewesen, seiner Pflicht zur sofortigen Verhängung einer Haushaltssperre aber nicht nachgekommen. Nach Bekanntwerden von Fakten, welche Langemeyers Kenntnis über das Haushaltsloch bereits vor der Kommunalwahl belegen könnten, erhob unter anderem die Arnsberger Bezirksregierung Einspruch gegen die Wahl in Dortmund. Nach längeren Diskussionen beschloss der Dortmunder Stadtrat am 10. Dezember 2009 eine Wiederholung der Kommunalwahl.

## Veröffentlichungen als Kunsthistoriker
- Museum für Kunst und Kulturgeschichte Dortmund: Leben mit Gneisenau, hundert Jahre ... . Eine Zeche zwischen Dortmund und Lünen. Begleitbuch zur Ausstellung der VHS Dortmund im Museum für Kunst und Kulturgeschichte der Stadt Dortmund. Hg. im Auftrag der Dortmunder Museumsgesellschaft zur Pflege der Bildenden Künste e. V. (...) von Gerhard Langemeyer. Essen: Klartext Verlag, 1986 ISBN 3-88474-323-6